# BMW M50
El BMW M50 es la designación interna de una familia de motores combustión interna diseñados y producidos por el fabricante BMW, con el objeto de reemplazar al BMW M20 y algunas versiones del BMW M30. Fue utilizado en los Serie 3 E36 y Serie 5 E34, ofrecido mundialmente en versiones de 1990 a 2494 cm³ (2 a 2,5 L) (121,4 a 152,2 plg³).
Este reemplazó al M20 luego de doce años de fabricación. Las mayores innovaciones respecto de su predecesor se encontraban en el diseño de cuatro válvulas por cilindro, mando de la distribución por cadena, en reemplazo de la correa dentada de los M20; y la inclusión de botadores hidráulicos, eliminando la necesidad de revisión y ajuste periódico de las luces de válvulas.
La fabricación de la nueva generación de motores se inició en la planta de Landshut a fines de febrero de 1990 y, desde mayo de 1990, los modelos 520i y 525i fueron equipados también con los M50. Se utilizaron además en el BMW E36 y E34 Touring hasta 1995. Se produjeron un total de 943 795 unidades.
Utilizando el diseño básico del M50, la división BMW M GmbH desarrolló las variantes deportivas S50 de 1990 a 2494 cm³ (2 a 2,5 L) (121,4 a 152,2 plg³). Esta planta motriz se utilizó en los BMW M3 E36 y en el BMW Z3M.

## Objetivos de desarrollo
- Mejorar los valores de potencia y par, para combustible de diseño RON 95.
- Alta calidad y durabilidad, con mayor confiabilidad y facilidad de mantenimiento.
- Mantener el bien reconocido comportamiento de marcha y la acústica del motor.
- Mayor eficiencia.

Luego de la introducción del motor de cuatro cilindros M42 de 1796 cm³ (1,8 L; 109,6 plg³) en septiembre de 1989, los motores de seis y cuatro cilindros de 1990 a 2494 cm³ (2 a 2,5 L) (121,4 a 152,2 plg³) adoptaron el mismo concepto de tapa de cilindros con doble árbol de levas, botadores con ajuste hidráulico integrados y encendido por bobinas individuales alojadas en la tapa.

## Construcción / Mecánica

### Bloque del motor
Al igual que con su predecesor el M20, se eligió una distancia entre cilindros menor que la del M30 de 100 a 91 mm (3,94 a 3,58 pulgadas), lo que significa que el cárter del M50 tiene las mismas dimensiones exteriores que el modelo anterior. Por lo tanto, las dimensiones principales del cárter del cilindro y del motor general son relativamente compactas y permiten instalar el motor en todas las series de vehículos BMW.
El cárter está hecho de fundición de hierro gris perlítico, que ofrece ventajas en términos de resistencia, amortiguación y corrosión. El motor de 1990 cm³ (2 L; 121,4 plg³) tiene un diámetro de 80 mm (3,15 pulgadas), mientras que el de 2494 cm³ (2,5 L; 152,2 plg³) viene con casquillos de fundición a presión con un diámetro de 84 mm (3,31 pulgadas). Al bajar la brida de la cuba de aceite por 60 mm (2,36 pulgadas) por debajo del centro del cigüeñal, la sección inferior del motor se hizo especialmente más rígido. De esta manera, se obtuvo un peso en el bloque de solamente 48 kg (106 libras).
El peso del motor de acuerdo con DIN 70 020-A es de solamente 194 kg (428 libras) para ambas variantes, a pesar de la construcción más compleja con tecnología de cuatro válvulas por cilindro, el volante y el accionamiento por correa poly-V de los periféricos. El incremento adicional de solo 12 kg (26 libras) en comparación con el modelo anterior pudo lograrse mediante la optimización del diseño a través de las herramientas FEM y CAD.
El cárter de aceite es de una sola pieza y fabricado en una aleación de aluminio extruido. Con una carcasa integrada en el cárter de aceite, la mitad inferior de la transmisión se fija directamente al conjunto motor-transmisión para mejorar la rigidez general. La lubricación corre por cuenta de una bomba de engranajes controlada accionada a cadena desde el cigüeñal. El sistema de lubricación contiene 5,8 litros (6,1 USqt) de aceite y la presión de aceite en el sistema se regula a 4 bares (57 psi; 392 kPa).
Los cigüeñales con una carrera de 66 y 75 mm (2,60 y 2,95 pulgadas) se fabricaron en fundición de hierro nodular. Los diámetros de los cojinetes principales son de 60 mm (2,36 pulgadas), mientras que el diámetro del cojinete de la biela es de 45 mm (1,77 pulgadas). Estas dimensiones dieron lugar a una superposición muy grande entre los pasadores de cojinete principal y de biela de ambos cigüeñales otorgando una alta rigidez de los cigüeñales.
Las bielas forjadas C45 fueron diseñadas con una longitud uniforme de 135 mm (5,3 pulgadas), lo que permitió el uso de las instalaciones de producción existentes. Al pesar el eje de la biela, se consiguió una reducción de peso y, al mismo tiempo, se aumentó la resistencia de las mismas.
Los pistones ligeros con una resistencia al fuego de 9 mm (0,4 pulgadas) tienen un diámetro de perno de 22 mm (0,9 pulgadas). El motor de 1990 cm³ (2 L; 121,4 plg³) (ε=10.5) tiene pistones planos sin recesos para las válvulas, mientras que el motor de 2494 cm³ (2,5 L; 152,2 plg³) (ε=10.0) tiene una altura de compresión 4 mm (0,2 pulgadas) mayor. Tiene cuatro recesos de válvula en el pistón, dos para cada válvula de admisión y dos para escape. El enfriamiento de la cabeza del pistón se realiza con boquillas de inyección de aceite. Estos están dispuestos en el cárter en la zona de los cojinetes del cigüeñal.

### Tapa de cilindros
En esta planta motriz se utilizó la tecnología de cuatro válvulas por cilindro por primera vez en los motores de seis cilindros. Se diseñó una tapa de cilindros de flujo cruzado DOHC totalmente nueva.
Las válvulas se accionan por medio de dobles árboles de levas, con botadores de ajuste hidráulico. Ambos árboles de levas de cabeza hueca son fabricados en fundición y endurecidos tienen siete apoyos, lo que garantiza una alta rigidez entre dos levas cada una. Cuando se instala el árbol de levas, se garantiza la accesibilidad a los tornillos de la culata. Los árboles de levas son accionados por dos cadenas de simple fila:
- Accionamiento principal (cadena primaria):
  - Del cigüeñal al árbol de levas de escape, con los patines de guía en el centro de la cadena tensada; tensor del tipo hidráulico.
- Accionamiento secundario:
  - Del árbol de escape al árbol de admisión, patín guía y tensor hidráulico.

El uso de la tecnología de cuatro válvulas permitió una reducción de las dimensiones de la válvula en comparación con el M20, por lo que las cabezas de válvulas se alojan en el tamaño del diámetro de los cilindros. Las válvulas más pequeñas aseguran una mejor disipación del calor y una reducción de la masa, lo que a su vez se traduce en menores esfuerzos a los resortes de válvulas. La menor masa de las válvulas permite además un mejor control de las mismas, incluso a altos regímenes de giro.
La tapa de válvulas fabricada en magnesio extruido está aislada de la culata por medio de una junta de caucho de gran volumen y elementos de goma en los tornillos de fijación. La conexión eléctrica se realiza por medio de una cinta de puesta a tierra. Las bobinas de encendido individuales están protegidas contra la suciedad y el agua salpicada por una cubierta de plástico. La tapa del accionamiento de la cadena está fabricada en aluminio extruido; Para la ventilación del motor, está previsto un tubo de respiración que conecta la tapa de cilindros con el cárter.
La tecnología de cuatro válvulas permite unas condiciones de flujo particularmente favorables de la mezcla aire-combustible aspirada y los gases de combustión, debido a la mayor sección transversal de los puertos de admisión y escape. Al optimizar las longitudes y secciones transversales de todo el tramo de admisión y escape, se consiguió un alto grado de llenado, requisito esencial para valores de alto rendimiento y par máximo en un amplio rango de revoluciones.
Los ángulos de válvulas muy pequeños con una admisión de 20°15' y escape de 19°15', permiten una cámara de combustión plana con la concentración del volumen de combustión alrededor de la bujía dispuesta central y simétricamente entre las válvulas. Una cámara de combustión compacta con una pequeña proporción de área superficial en relación con su volumen da como resultado un buen rendimiento térmico y reducidas emisiones, debido a trayectos de combustión cortos y a reducidas pérdidas de calor. Las ventajas resultantes son:
- Mayor eficiencia térmica;
- Aumento del par y mejor respuesta del par;
- Reducción del consumo específico de combustible; y
- Emisiones optimizadas.

El múltiple de admisión de plástico fue diseñado con tuberías cortas de la misma longitud considerando la cámara de combustión, de tal manera que se crea una alta turbulencia en el rango de velocidad entre 4000 y 6000 rpm. El flujo en el múltiple de admisión y la superficie lisa reducen las pérdidas. Para la formación de la mezcla, se encontró que es más conveniente separar los conductos de entrada muy próximos a la entrada del cilindro. El sistema de aspiración de una pieza se produce moldeada por inyección de plástico, en un proceso desarrollado en conjunto con BMW, BASF y Mann+Hummel, siendo la primera vez que se utilizara en un motor de gran serie. El múltiple de admisión de poliamida termo estabilizada reforzada con fibra de vidrio (nombre comercial: Ultramid) tiene la resistencia mecánica, la rigidez y la resistencia al calor necesarias, incluso por encima de 130 °C (266 °F).
El diseño optimizado de la admisión y escape permitió el ajuste de tiempos de apertura relativamente reducidos, con una admisión de 240° y escape de 228°. El corto tiempo de apertura con cierre de admisión temprano da como resultado un alto llenado en el rango de velocidad baja y media; y el corto tiempo de apertura de escape soporta el alto rendimiento de par en el rango de velocidad media.
La localización del cárter varía según en qué modelo se instale. La cuba en la parte delantera cuando se trata de un Serie 5 E34; y en la parte trasera en el caso de un Serie 3 E36.

### Sistema de inyección y encendido
El control de ignición y mezcla se llevó a cabo por primera vez con la electrónica del motor Siemens M 3.1, utilizando el sistema de inyección secuencial completa, es decir, control individual de cada inyector. Al incorporar además la gestión del encendido, se eliminó el distribuidor de su predecesor el M20, eliminando el desgaste mecánico y permitiendo un control más preciso del avance de encendido.

## Revisión técnica
Después de unas 500 000 unidades, el M50 recibió una amplia revisión, tendiente a mejorar los siguientes aspectos:
- Reducción del consumo de combustible y emisiones;
- Mejora la elasticidad en el rango de velocidad baja y media;
- Optimización de la comodidad (acústica);
- Optimización de la calidad de ralentí; y
- Compatibilidad de los combustibles ROZ 91/95/98.

Esta generación de motores se denomina BMW M50 "TU" ("Technical Update" en inglés). Se introdujo el sistema de control de los árboles de levas VANOS, que entró en producción desde septiembre de 1992.

## Desarrollos deportivos por BMW M

### S50B30 y S50B32 (Europa)
Basado en el M50, la división M GmbH desarrolló el motor sucesor del BMW S14 instalado en el BMW M3 E30. El objetivo del desarrollo fue que el M3 E36 debería ser tanto más potente, pero también más cómodo que el M3 E30. La división M GmbH modificó la M50 en aspectos esenciales y adoptó pocas características de los motores S14 y S38:
- Aumento de la cilindrada a 3.0 (S50B30) o 3.2 litros (S50B32), modificando la carrera.
- Cuerpos individuales de inyección (ITBs)
- Botadores de válvulas fijos, en reemplazo de los botadores hidráulicos
- Entrada de alta presión VANOS en el S50B30 y doble VANOS en el S50B32
- Otros pistones, biela, árbol de levas, gestión motriz, etc.
- Múltiples de escape especiales.

En general, el S50B30 era muy avanzado en su aparición en 1992 y con 70,23 kW (95 CV) por litro, era uno de los motores de aspiración natural con mayor potencia específica del mundo. Para el E36 M3 GT, el motor incrementó su potencia de 210 a 217 kW (286 a 295 CV) (282 a 291 HP).
El S50B32 aumentó todavía más su desplazamiento en comparación con el S50B30 y, de nuevo, mejoró significativamente su potencia específica, superando por primera vez la barrera de los 73,55 kW (100 CV; 99 HP) por litro con su potencia máxima de 236 kW (321 CV; 316 HP), mejorando además el par máximo.

## Versiones
| Motor     | Cilindrada                   | Diámetro x carrera                  | Relación de compresión | Potencia máxima                    | Par máximo                      | Límite de giro | Fecha de inicio |
| --------- | ---------------------------- | ----------------------------------- | ---------------------- | ---------------------------------- | ------------------------------- | -------------- | --------------- |
| M50B20    | 1990 cm³ (2 L; 121,4 plg³)   | 80 x 66 mm (3,15 x 2,60 pulgadas)   | 10.5:1                 | 110 kW (150 CV; 148 HP) @ 6000 rpm | 190 N·m (140 lb·pie) @ 4700 rpm | 6500 rpm       | 05/1990         |
| M50B20TU  | 1990 cm³ (2 L; 121,4 plg³)   | 80 x 66 mm (3,15 x 2,60 pulgadas)   | 11.0:1                 | 110 kW (150 CV; 148 HP) @ 5900 rpm | 190 N·m (140 lb·pie) @ 4200 rpm | 6500 rpm       | 09/1992         |
| M50B25    | 2494 cm³ (2,5 L; 152,2 plg³) | 84 x 75 mm (3,31 x 2,95 pulgadas)   | 10.0:1                 | 141 kW (192 CV; 189 HP) @ 6000 rpm | 245 N·m (181 lb·pie) @ 4700 rpm | 6500 rpm       | 05/1990         |
| M50B25TU  | 2494 cm³ (2,5 L; 152,2 plg³) | 84 x 75 mm (3,31 x 2,95 pulgadas)   | 10.5:1                 | 141 kW (192 CV; 189 HP) @ 5900 rpm | 250 N·m (184 lb·pie) @ 4200 rpm | 6500 rpm       | 09/1992         |
| S50B30/US | 2990 cm³ (3 L; 182,5 plg³)   | 86 x 85,8 mm (3,39 x 3,38 pulgadas) | 10.5:1                 | 179 kW (243 CV; 240 HP) @ 6000 rpm | 305 N·m (225 lb·pie) @ 4250 rpm | 6500 rpm       | 1994            |
| S50B30/EU | 2990 cm³ (3 L; 182,5 plg³)   | 86 x 85,8 mm (3,39 x 3,38 pulgadas) | 10.8:1                 | 210 kW (286 CV; 282 HP) @ 7000 rpm | 320 N·m (236 lb·pie) @ 3600 rpm | 7280 rpm       | 09/1992         |
| S50B30GT  | 2990 cm³ (3 L; 182,5 plg³)   | 86 x 85,8 mm (3,39 x 3,38 pulgadas) | 10.8:1                 | 217 kW (295 CV; 291 HP) @ 7100 rpm | 323 N·m (238 lb·pie) @ 3900 rpm | 7280 rpm       | 12/1994         |
| S50B32/EU | 3201 cm³ (3,2 L; 195,3 plg³) | 86,4 x 91 mm (3,40 x 3,58 pulgadas) | 11.3:1                 | 236 kW (321 CV; 316 HP) @ 7400 rpm | 350 N·m (258 lb·pie) @ 3250 rpm | 7600 rpm       | 09/1995         |

## Aplicaciones

### M50B20
- 05/1990–1992 BMW 520i.
- 1990–1992 BMW 320i.

### M50B20TU
- 1992–1996 BMW 520i.
- 1992–1994 BMW 320i.

### M50B25
- 05/1990–1992 BMW 525i.
- 1989–1992 BMW 325i.

### M50B25TU
- 1992–1996 BMW 525i.
- 1992–1995 BMW 325i.

### S50B30
- 1992–1996 BMW E36 M3.

### S50B30/US
- 1994–1995 BMW E36 M3 (Estados Unidos).

### S50B30GT
- 12/1994–06/1995 BMW E36 M3 GT.

### S50B32
- 1996–1999 BMW E36 M3.
- 1996–1998 BMW E36/7 y BMW E36/8 Z3 M Roadster/Coupé.